# San Marzilian

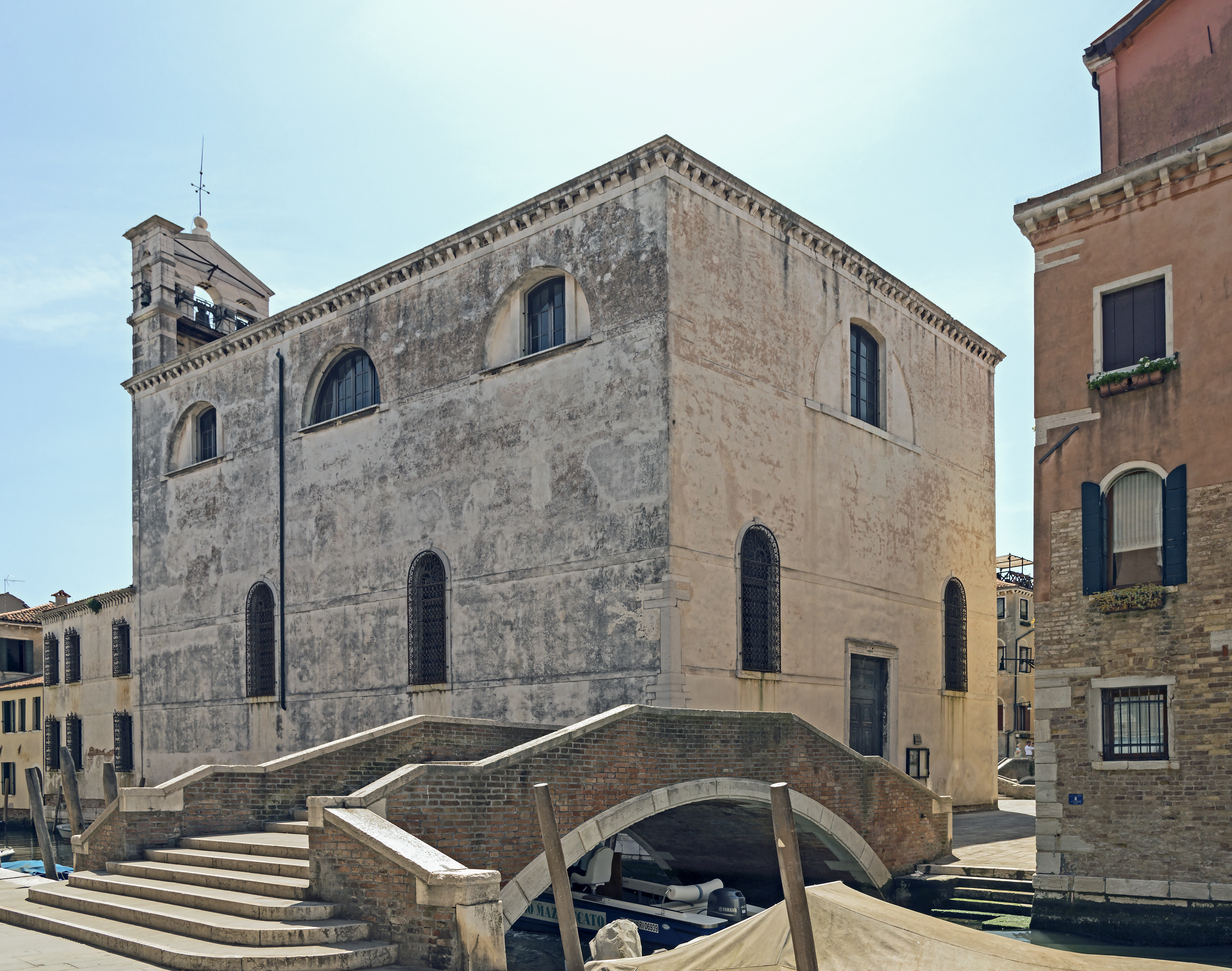
Fassade

San Marzilian (venetisch Ceza de San Marsilian; italienisch Chiesa di San Marziale oder auch San Marcilliano) ist ein italienischer Name einer Parochialkirche der Gemeinde Madonna dell’Orto im venezianischen Sestiere Cannaregio. Sie ist Martial, dem einstigen Bischof von Limoges geweiht, der laut Gregor von Tours zur Zeit Kaiser Decius’ und des Papstes Fabianus in Aquitanien missionierte.

## Geschichte

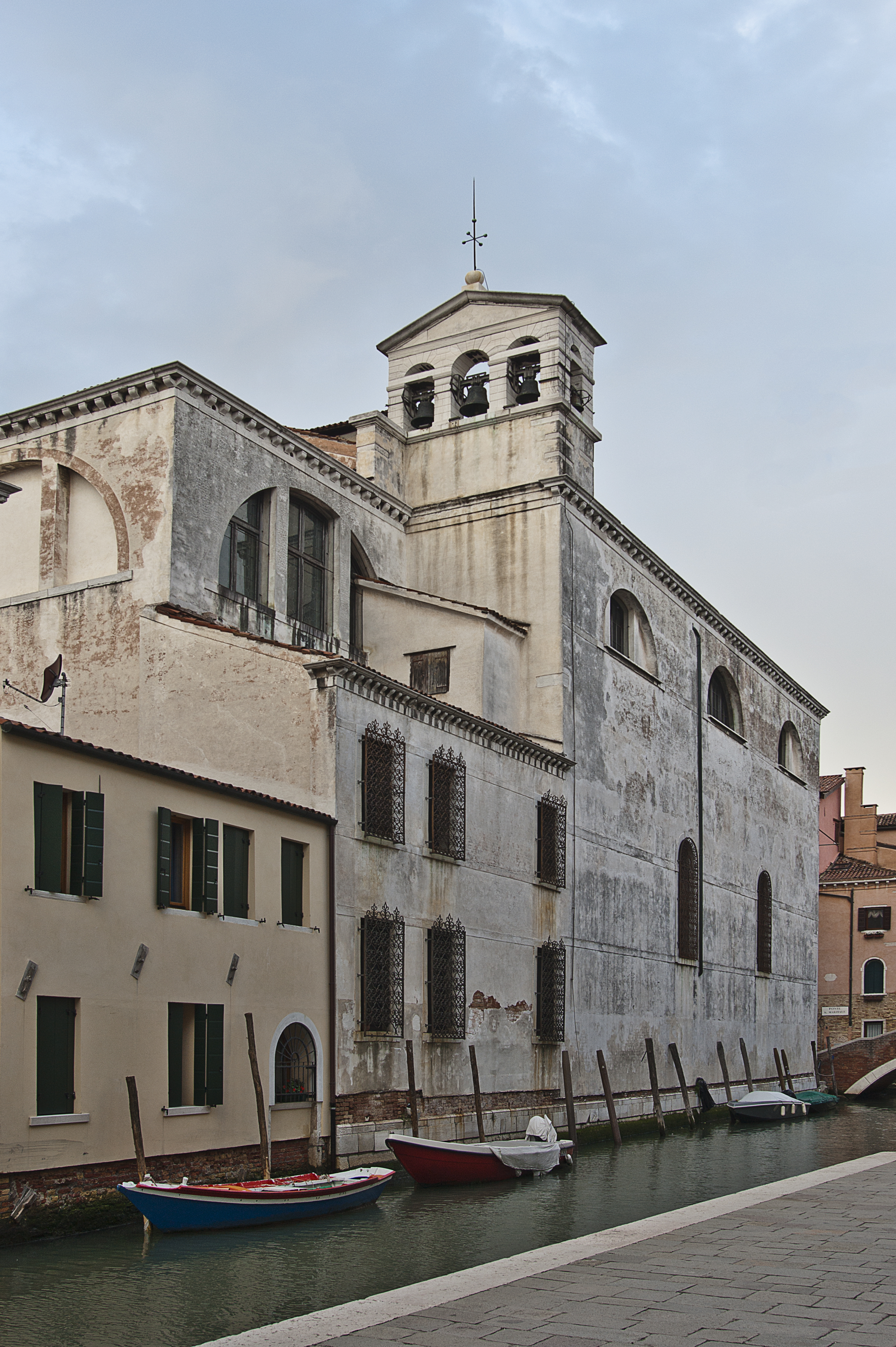
San Marzilian von den Fondamenta de la Misericordia aus gesehen

Die Kirche geht auf das 9. Jahrhundert zurück und wurde bis 1133 von der Boco- oder Boche-Familie dreischiffig umgebaut. Dabei handelte es sich um eine vermögende Familie, was sich darin zeigte, dass ein Leonardo Boco 1379 die Kriegsbemühungen Venedigs gegen Genua mit 3000 Libra unterstützen konnte.
Im 12. Jahrhundert hatten hier Bonifikationen begonnen. Zwischen 1300 und 1360 hatte die Kommune in diesem Gebiet einige Kanäle trocken- und Fondamenta angelegt, an denen die zahlreichen Boote anlegen konnten. So entstand 1343 an Stelle eines Kanals der breite Rio (terrà) della Maddalena, auf der Kanalseite gegenüber der Kirche San Marzilian entstand die breite Fondamenta de la Misericordia.
Noch im 16. Jahrhundert hatte das Gebäude im Kirchenjahr eine erhebliche Bedeutung. Wie Marin Sanudo (1466–1536) bezeugt, war bei den Prozessionen am zweiten Sonntag nach Ostern, also zu Misericordia, San Marzilian „la prima chiesia dove si celebrava in tal zorno in questa terra“. Dort begannen also die üblichen Prozessionen. Dieser hohe Rang hängt möglicherweise mit den dort lebenden Seidenwebern aus Lucca zusammen, die ganz in der Nähe die Cappella dei Lucchesi unterhielten. Zudem saß hier der Orden Santa Maria dei Servi, der hier eine Kirche unterhielt und der über den Canale di San Marzilian 1353 eine Brücke bauen ließ.
Die heutige Baugestalt erhielt die nunmehr einschiffige Kirche zwischen 1693 und 1714. Sie wurde am 28. September 1721 vom Patriarchen Pietro Barbarigo geweiht. Das Kloster wurde 1808 aufgehoben, nur wenige Spuren verblieben.

## Ausstattung

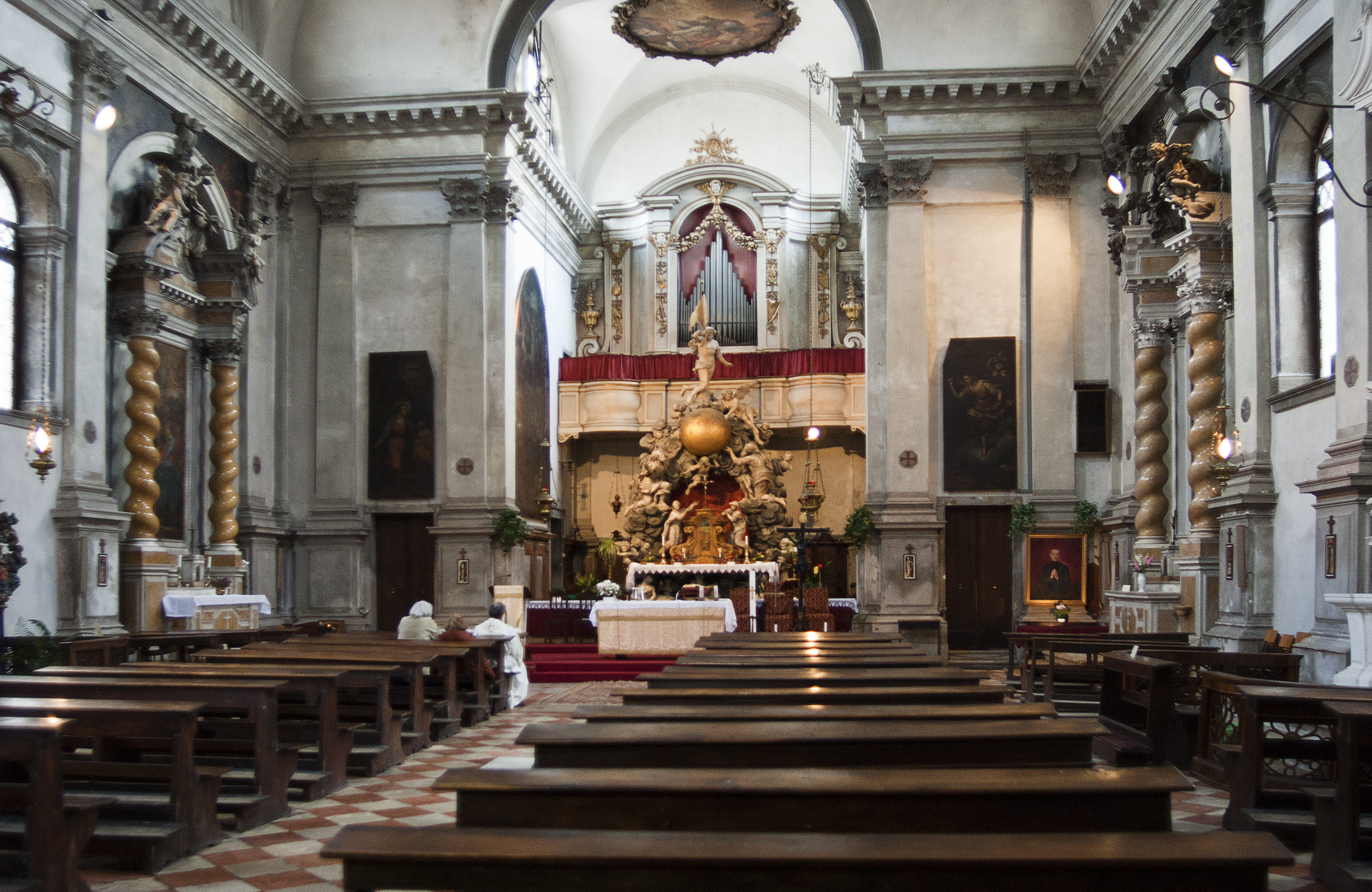
Innenraum der San-Marzilian-Kirche

Die Außenwände sind heute übertüncht und entbehren jeden Schmuckes, der Glockenturm (campanile) ist ein einfaches Bauwerk. Hingegen ist das Innere der unscheinbaren Kirche von reicher barocker Ausstattung. An der Decke befinden sich vier Gemälde von Sebastiano Ricci, sie entstanden zwischen 1700 und 1705. Im mittleren Bereich der Decke sieht man sein Werk Padre eterno con angeli in gloria.
Der Hochaltar befindet sich an der Rückwand des Presbyteriums und wird von einer enormen Marmorgruppe dominiert. Diese wird dem Tiroler Tommaso Rues († 1703) zugeschrieben und trägt den Namen Il Cristo sul mondo con angeli e santi. Ein bedeutendes Gemälde ist zudem San Marziale in gloria fra i Santi Pietro e Paolo, das Jacopo Tintoretto zugeschrieben wird und das 1548/49 entstand. In der Sakristei befindet sich zudem das Werk Angelo Raffaele e Tobia von Tiziano Vecellio (um 1530).